# Сан Матео (Фођа)
Сан Матео (итал. San Matteo) је насеље у Италији у округу Фођа, региону Апулија.
Према процени из 2011. у насељу је живело 7 становника. Насеље се налази на надморској висини од 693 м.